# Donald, der Chefkoch
Donald, der Chefkoch ist ein US-amerikanischer Zeichentrickfilm von Jack King aus dem Jahr 1941. Titelfigur ist Donald Duck, der vergeblich versucht, sich Waffeln zu backen.

## Handlung

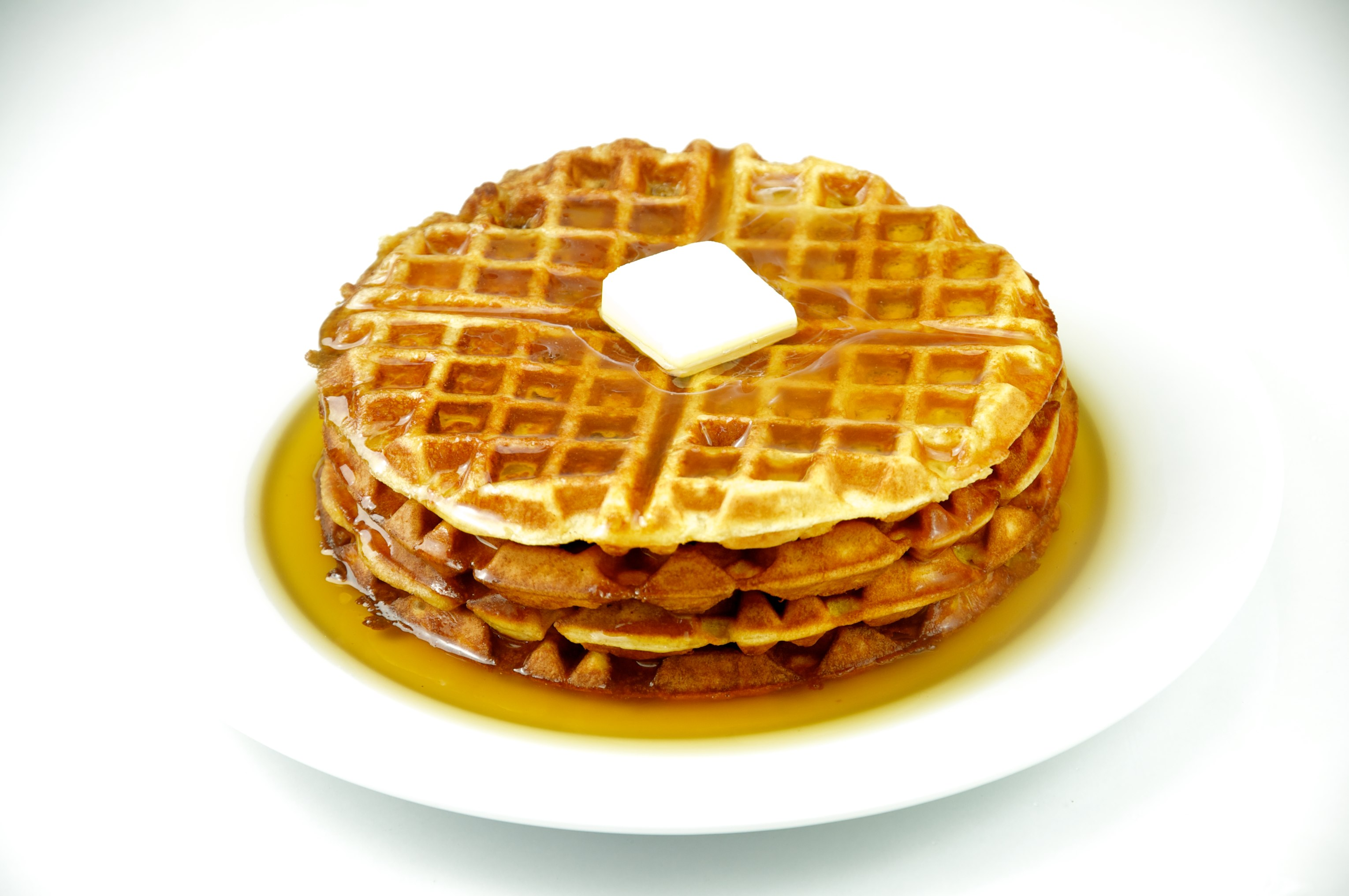
Waffeln mit Ahornsirup und Butter

Donald sitzt an seinem Küchentisch und klebt Sammelkarten mit Rezepten in ein Kochbuch. Das Radio läuft, und dort beginnt eine Kochsendung, die das Backen von Waffeln zum Thema hat. Als die Moderatorin Old Mother Mallard davon schwärmt, wie lecker diese mit Butter und Ahornsirup schmecken, läuft Donald das Wasser im Munde zusammen. Er räumt seine Sachen zusammen und holt stattdessen eine Rührschüssel. In diese schüttet er, der Stimme aus dem Radio folgend, zunächst Mehl, und Milch und Eier. Nun soll er noch Backpulver hinzufügen, dabei greift er aber aus Versehen zur Flasche mit dem gummihaltigen Klebstoff, die noch auf dem Tisch steht, und ist dabei auch recht großzügig.
Der Fehlgriff erweist sich für Donald als fatal. Nach einigen Rührbewegungen will er einen Schlag des Teiges auf das Waffeleisen legen, was aber in mehrfachen Anläufen nicht klappt. Donald rührt nun weiter, aber anstatt dass sich der Teig besser vermischt, entwickelt er sich zu einer immer zäheren Masse, die zudem am Innern der Schüssel festklebt. Donalds Bemühungen führen so dazu, dass der Kochlöffel wie mit einem Gummiband aufgezogen wird. Schließlich macht sich die Schüssel nach Art eines kleinen Hubschraubers selbstständig, wobei der Kochlöffel als Propeller fungiert. In dem Bestreben, die davongeflogene Schüssel wieder einzufangen, verstrickt sich Donald heillos in das Stromkabel des Waffeleisens. Nun verliert der Propeller direkt über ihm seinen Schwung, daher krachen Schüssel und Teig direkt auf Donalds Kopf.
Donald versucht nun mit aller Kraft, den Löffel aus dem Teig zu lösen. Dabei kommt er mit seinem Kopf in ein so entstandenes Loch. Alsbald steckt dieser vollständig im Teig in der Schüssel fest, sein Geschimpfe geht in einem Schwarm von Gummibläschen unter. Außerdem gerät sein Schwanz in das bereits heiße Waffeleisen und nimmt so Muster und Farbe einer fertig gebackenen Waffel an.
Anschließend probiert es Donald, indem er die Schüssel am Fensterbrett und den herausgezogenen Teigstrang am gegenüberliegenden Tisch festnagelt. Er benutzt eine Axt, um den Strang zu teilen. Diese federt aber zurück und Donald landet, an der Axt hängend, an der Zimmerdecke. Aus dem Einschlag resultiert ein Riss, der sich durch das gesamte Haus fortsetzt und schließlich am Fensterbrett endet, wo er den dortigen Nagel löst. Die Schüssel trifft erneut Donald und schleudert ihn durch die Küche.
Nun hat Donald endgültig genug. Er öffnet die Haustür und pfeffert die Schüssel hinaus. Dabei entgeht ihm, dass der Teig an der äußeren Klinke hängen bleibt und so die Schüssel nur bis zu einem nahe stehenden Baum kommt, wo sie sich verfängt. Der Schwung und die federnde Teigverbindung führen dazu, dass ein herunterhängender Ast beginnt, von außen an die Tür zu klopfen. Donald öffnet diese, da er glaubt, er bekomme unerwarteten Besuch. Dadurch löst sich die Schüssel aus dem Baum, der Teigstrang an der Außenklinke verleiht ihr den nötigen Schwung. So bekommt Donald sie erneut ab und er wird ins Haus geschleudert. Der Teig landet an der Zimmerdecke und Donald, wie eine Marionette in den herabhängenden Teigfäden, zwischen zerschlagenen Eier und aus dem Küchenschrank herausgefallenen Kochutensilien, eine Pfanne und einen Topf balancierend.
Mittlerweile nähert sich die Kochsendung ihrem Ende und Old Mother Mallard fordert ihre Zuschauer auf, sich bei ihr zu melden und zu berichten, wie denn die Waffeln geschmeckt hätten. Donald lässt sich das nicht zweimal sagen, zornesentbrannt stürzt er aus dem Haus. Der Film endet damit, das aus dem Radio die Schreie der Moderatorin zu hören sind, die Begleitgeräusche lassen vermuten, dass Donald das Studio kurz und klein schlägt.

## Sprecher
- Donald: Clarence Nash
- Old Mother Mallard: Sarah Selby

## Musik
Das Lied, das im Radio als Orgelmusik läuft und zu dem Donald in noch guter Laune mitsingt, ist das alte Kinderlied Patty Cake, das Kuchenbacken zum Thema hat.
Die Melodie, zu der Donald kurz vor Filmende an den Teigfäden von der Decke hängt, ist I’ve Got No Strings von Leigh Harline und stammt aus dem im Vorjahr erschienenen Disney-Film Pinocchio.

## Hintergrund

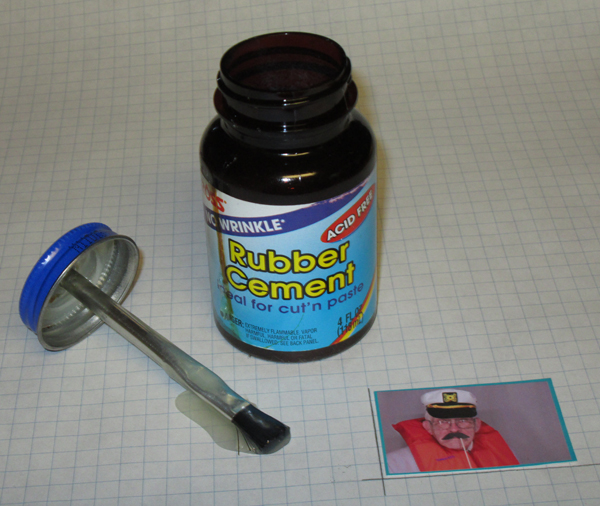
Rubber Cement

Der von Donald verwendete Klebstoff ist Rubber Cement. Er besteht aus in einer Flüssigkeit gelöstem Gummi und ähnelt insofern dem in Deutschland produzierten Fixogum.
Mallard, der Name der Radiomoderatorin, ist die englische Bezeichnung für eine Stockente.
Der in Technicolor produzierte Film kam am 5. Dezember 1941 im Verleih von RKO in den USA in die Kinos. Eine auf drei Minuten gekürzte Version wurde am 5. Juni 2010 in den USA auf Disney Channel gesendet, im deutschen Fernsehen war sie als 12. Episode der Serie Kicherkracher bei Disney Cinemagic zu sehen.